# Бузинов, Михаил Васильевич
Михаил Васильевич Бузинов (1899—1947) — советский офицер, полковник, участник Гражданской и Великой Отечественной войн, Польского похода РККА, Герой Советского Союза (1943).

## Биография
Михаил Бузинов родился 6 октября 1899 года в Москве в рабочей семье. С 12 лет был учеником в обувной мастерской, затем работал слесарем в вагонном цехе. В 1918 году был призван на службу в Рабоче-крестьянскую Красную Армию. Проходил службу в заградотряде по борьбе с бандформированиями, впоследствии в дивизии Чапаева. В 1920 году окончил артиллерийскую школу, в 1923 году — Высший военно-педагогический институт. Будучи курсантом, участвовал в боях с Добровольческой армией генерала Деникина. В конце 1924 года Бузинов демобилизовался из армии. С 1925 года работал на различных предприятиях пищевой промышленности. С начала 1930-х годов работал в аппарате Госплана. В 1939 году Бузинов окончил Плановую академию. В 1939 году был повторно призван в армию. Принимал участие в Польском походе РККА. С начала Великой Отечественной войны — на её фронтах. Участвовал в боях на Брянском, Западном, Центральном, Белорусском, 1-м и 2-м Белорусском фронтах. За время войны пять раз был ранен, из них дважды — тяжело. В 1943 году вступил в ВКП(б). Принимал участие в обороне Тулы и Брянска, битве за Москву, Курской битве. Отличился во время битвы за Днепр. К октябрю 1943 года командовал 274-м гвардейским лёгким артиллерийским полком 23-й гвардейской лёгкой артиллерийской бригады 5-й артиллерийской дивизии 4-го артиллерийского корпуса прорыва.
В ходе расширения плацдарма на западном берегу Днепра в районе деревень Глушец, Старая и Новая Лутава, Красный Рог Лоевского района Гомельской области Белорусской ССР за период с 15 октября по 2 ноября 1943 года полк Бузинова уничтожил около двух батальонов немецкой пехоты, две артиллерийские и одну миномётную батарею, 28 пулемётов, 2 дзота, 1 склад, а также подавил огонь 7 артиллерийских и 5 миномётных вражеских батарей.
Указом Президиума Верховного Совета СССР от 24 декабря 1943 года за «образцовое выполнение боевых заданий командования на фронте борьбы с немецко-фашистским захватчиками и проявленные при этом мужество и героизм» гвардии подполковник Михаил Бузинов был удостоен высокого звания Героя Советского Союза с вручением ордена Ленина и медали «Золотая Звезда» за номером 3179.
Принимал участие в освобождении Белорусской ССР, в том числе городов Калинковичи, Мозырь, Лунинец и Брест, Висло-Одерской операции, боях в Померании. В 1946 году в звании полковника Бузинов был уволен в отставку. Проживал в Москве. После тяжёлой и продолжительной болезни скончался 26 мая 1947 года, похоронен на Введенском кладбище Москвы.
Был также награждён орденами Красного Знамени, Отечественной войны 1-й степени, Красной Звезды, медалью «За боевые заслуги» и рядом других медалей.
Похоронен на Введенском кладбище (уч. 23).